# Riacho das Marrecas
O Riacho das Marrecas é um riacho (um pequeno rio) brasileiro que banha a cidade de Patos, estado da Paraíba.